# Contarinia cerasiphila
Contarinia cerasiphila är en tvåvingeart som först beskrevs av Ephraim Porter Felt 1911.  Contarinia cerasiphila ingår i släktet Contarinia och familjen gallmyggor. Inga underarter finns listade i Catalogue of Life.